# Valderrueda
Valderrueda ist eine Gemeinde mit 821 Einwohnern (Stand: 2024) im nordwestlichen Zentral-Spanien in der Provinz León in der Autonomen Gemeinschaft Kastilien-León. Matallana de Torío besteht neben dem gleichnamigen Hauptort aus den Ortsteilen Caminayo, Carrizal, Cegoñal, La Espina, Ferreras del Puerto, La Mata de Monteagudo, Morgovejo, Las Muñecas, El Otero de Valdetuéjar, Puente Almuhey, La Red de Valdetuéjar, Renedo de Valdetuéjar, San Martín de Valdetuéjar, La Sota de Valderrueda, Soto de Valderrueda, Taranilla, Valcuende, Villacorta, Villalmonte und Villamorisca.

## Geografie
Valderrueda liegt etwa 45 Kilometer nordöstlich von León in einer Höhe von ca. 1035 m am Fluss Cea.

## Bevölkerungsentwicklung
| Jahr        | 1950 | 1970 | 1981 | 1991 | 2001 | 2011 | 2021 |
| ----------- | ---- | ---- | ---- | ---- | ---- | ---- | ---- |
| Einwohner   | 2407 | 1751 | 1942 | 1635 | 1174 | 975  | 834  |
| Quelle: INE |      |      |      |      |      |      |      |

## Sehenswürdigkeiten
- Martinskirche in Valdetuéjar
- Wallfahrtskirche bei La Mata de Monteagudo
- Minenmuseum

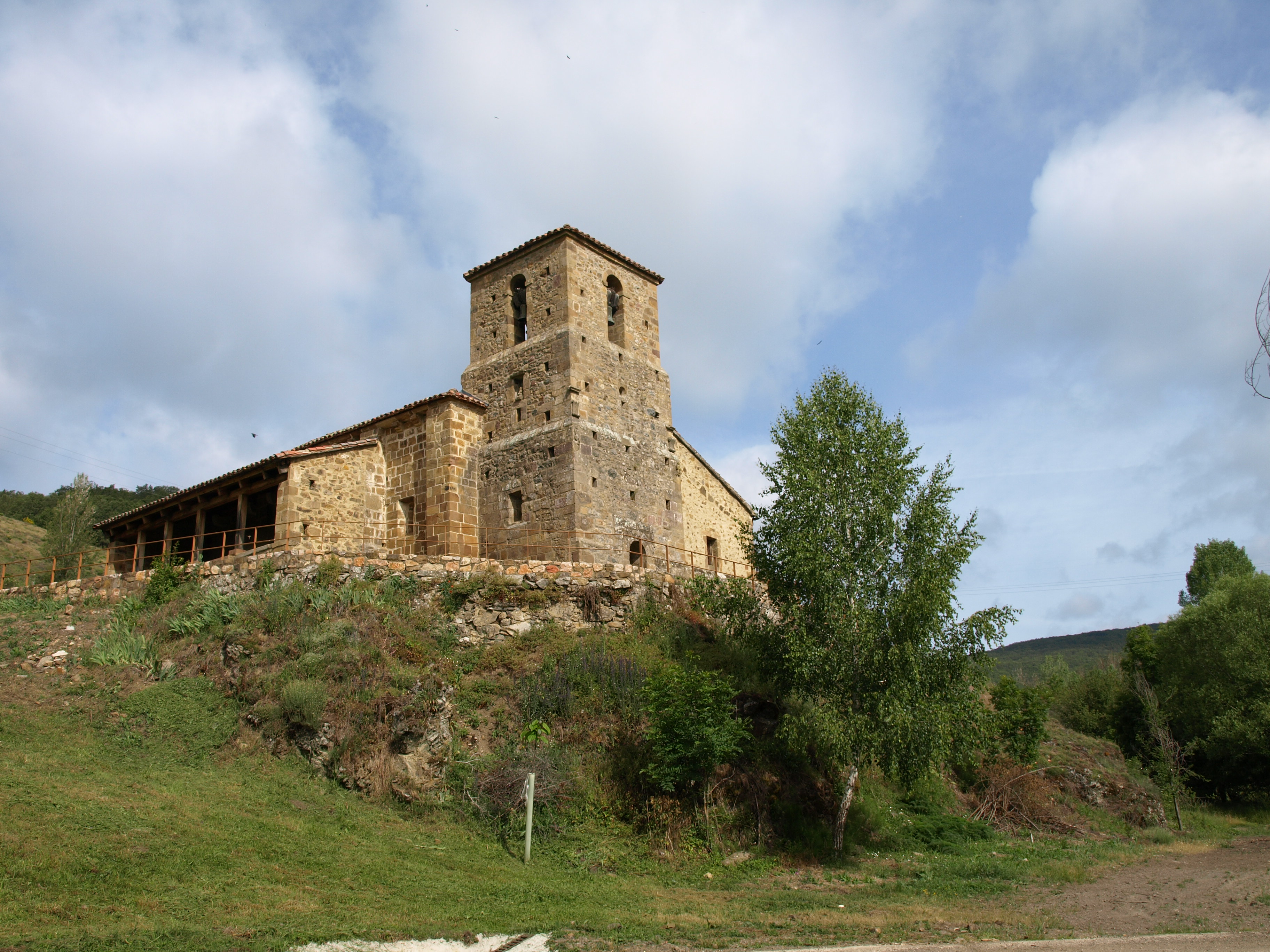
Martinskirche
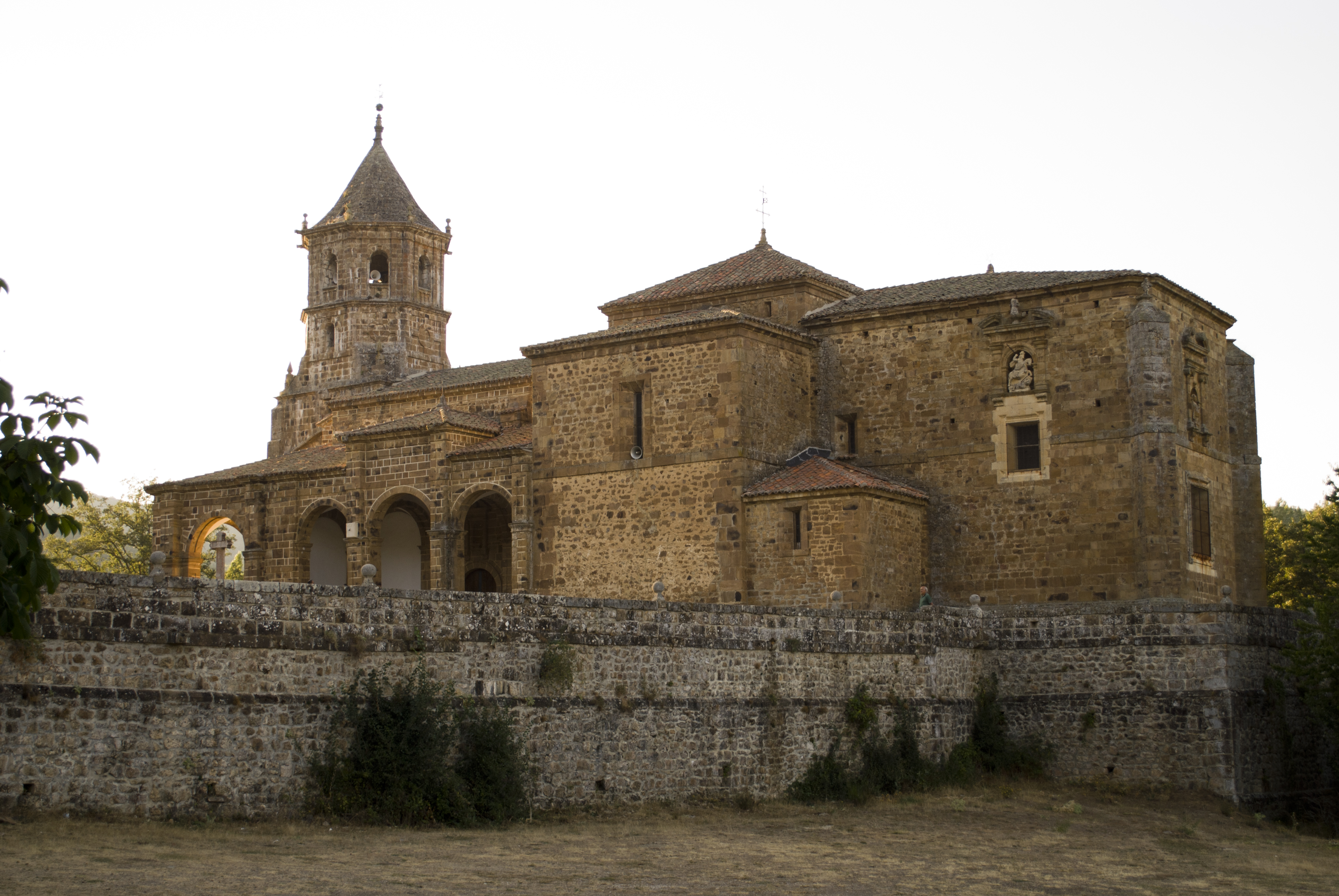
Wallfahrtskirche